# Raïon de Kamin-Kachyrskyï
Pour les articles homonymes, voir Kamin.
Le raïon de Kamin-Kachyrskyï (en ukrainien : Камінь-Каширський район, Kamin-Kachyrskyïskyï raïon) ou raïon de Kamen-Kachirski (en russe : Камень-Каширский район, Kamen-Kachirski raïon) est une subdivision administrative de l'oblast de Volhynie, dans l'ouest de l'Ukraine. Son centre administratif est la ville de Kamin-Kachyrskyï.

## Géographie
Le raïon s'étend sur 1 747 km2 dans le nord de l'oblast. Il est limité au nord par le raïon de Lioubechiv, à l'est par le raïon de Manevytchi, au sud par le raïon de Kovel et à l'ouest par le raïon de Stara Vyjivka et le raïon de Ratne.

## Histoire
Le raïon de Kamin-Kachyrskyï a été créé en 1940. C'est l'un des trois raïons de l'oblast dont le territoire relève de la région historique de Polésie ; les autres raïons de l'oblast font partie de la région historique de Volhynie. Avec la réforme administrative de l'Ukraine en 2020, le raïon s'étend aux dépens de ceux de Manevytchi et de Lioubechiv.

## Population

### Démographie
Recensements (*) ou estimations de la population :
| 1959*  | 1970*  | 1979*  | 2008   | 2009   | 2010   | 2011   |
| ------ | ------ | ------ | ------ | ------ | ------ | ------ |
| 43 468 | 61 751 | 62 953 | 61 887 | 62 017 | 62 263 | 62 494 |

### Villes
Le raïon ne compte qu'une seule ville, Kamin-Kachyrskyï, et aucune commune urbaine.

## Lieux d’intérêt

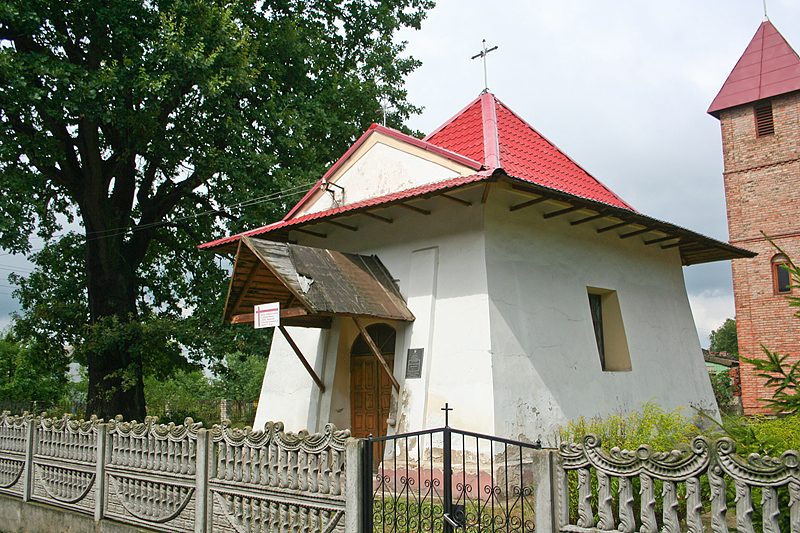
La chapelle dominicaine, classée[2],
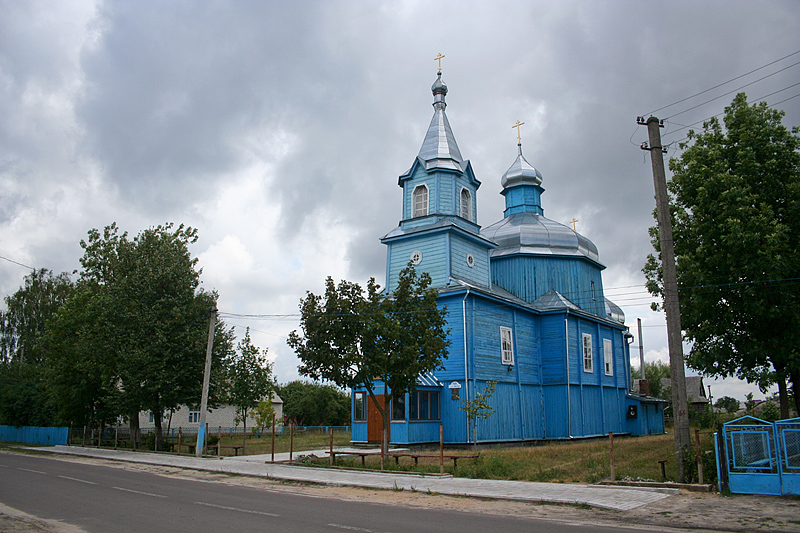
église de la Nativité, classée[3],
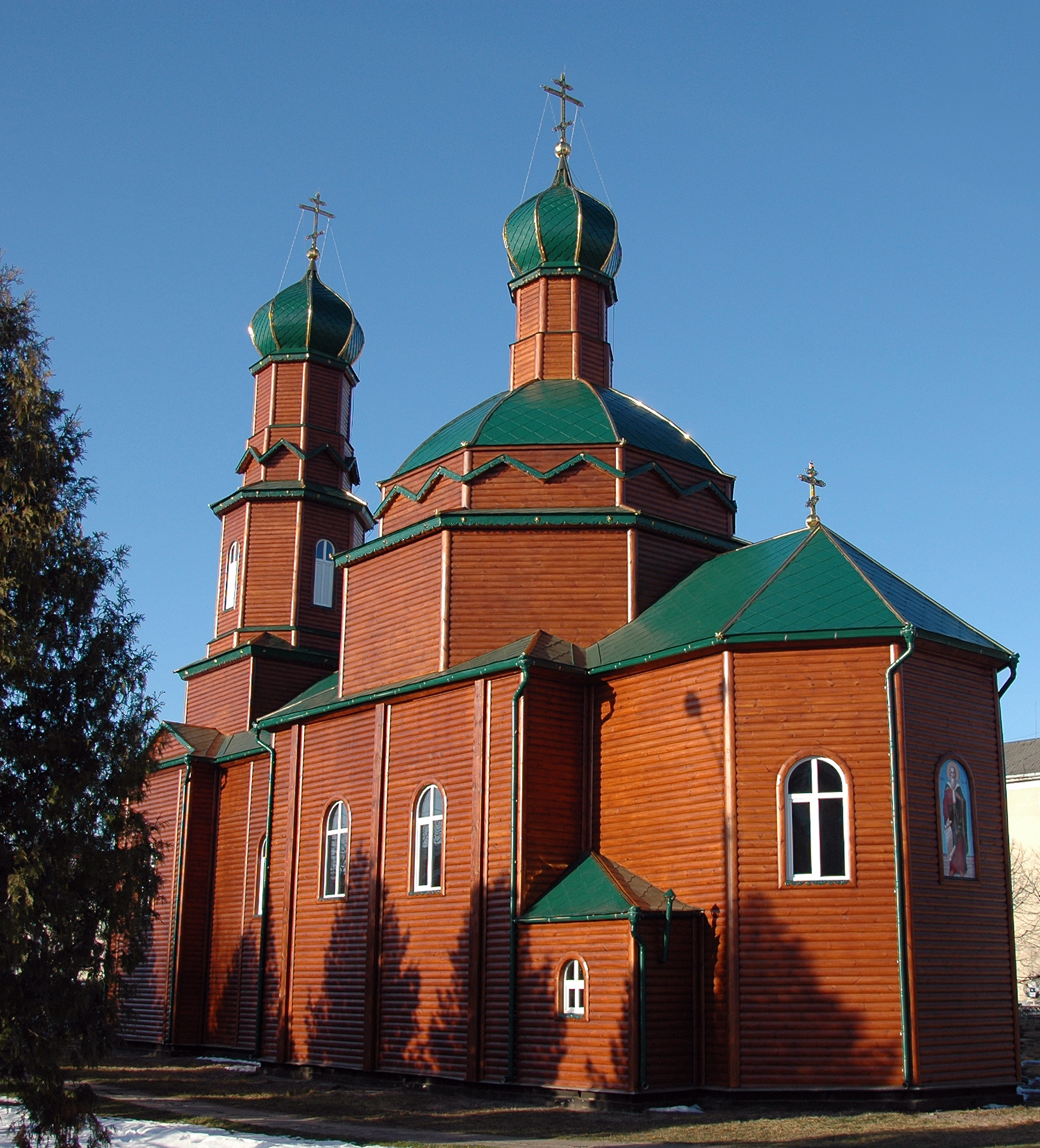
église du prophète Elijah, classée[4],
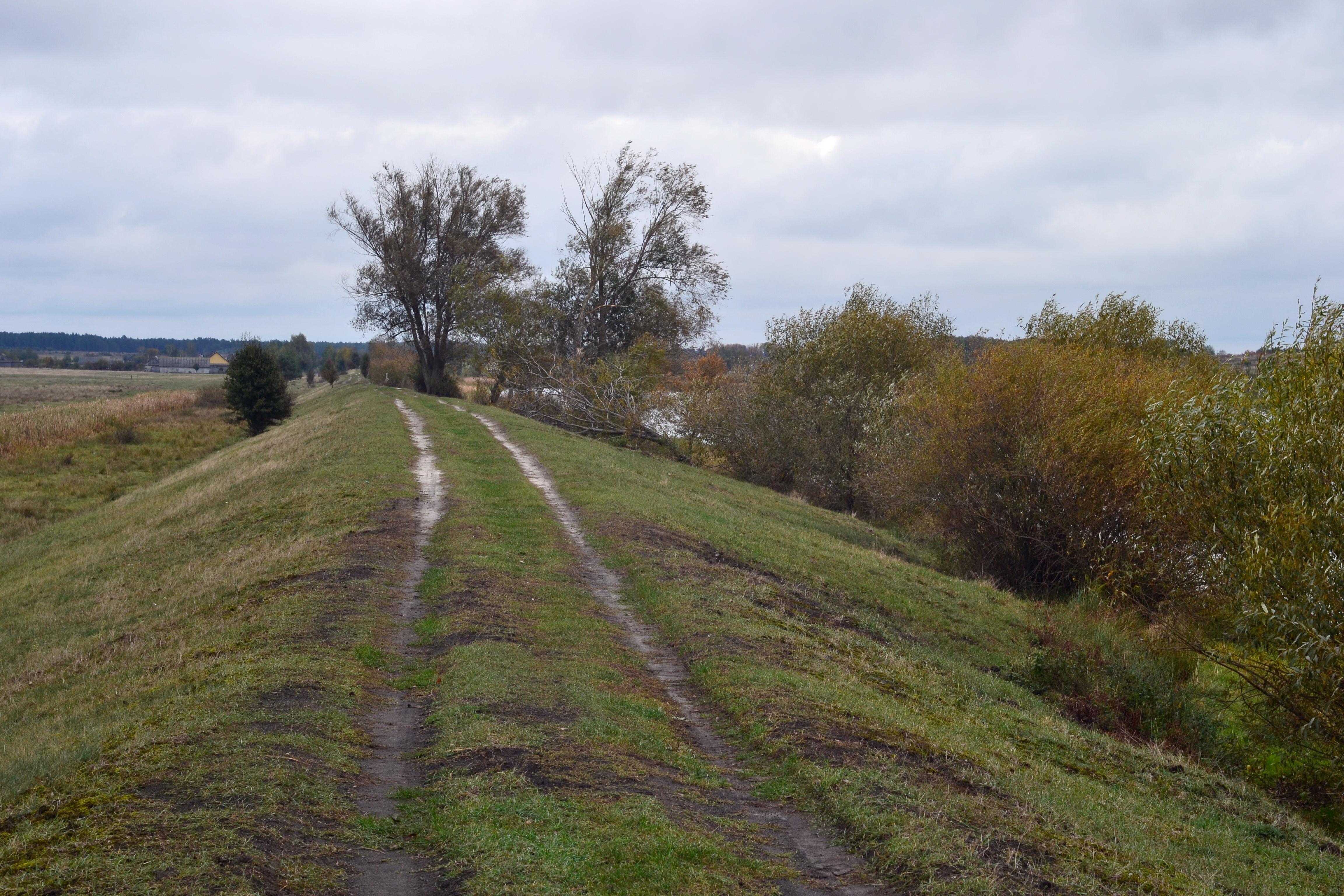
tertre, classé[5],
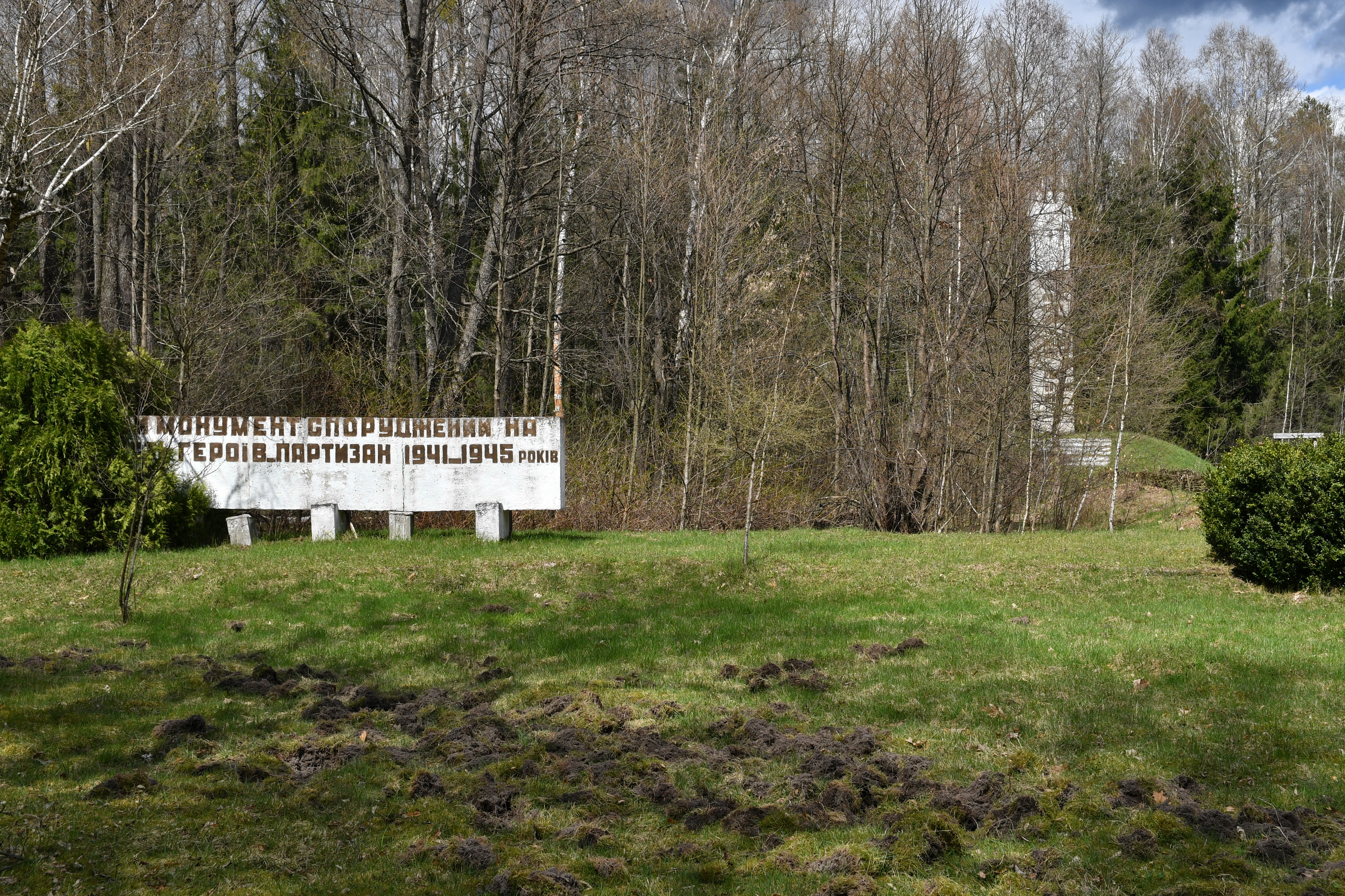
mémorial Manevsky classé
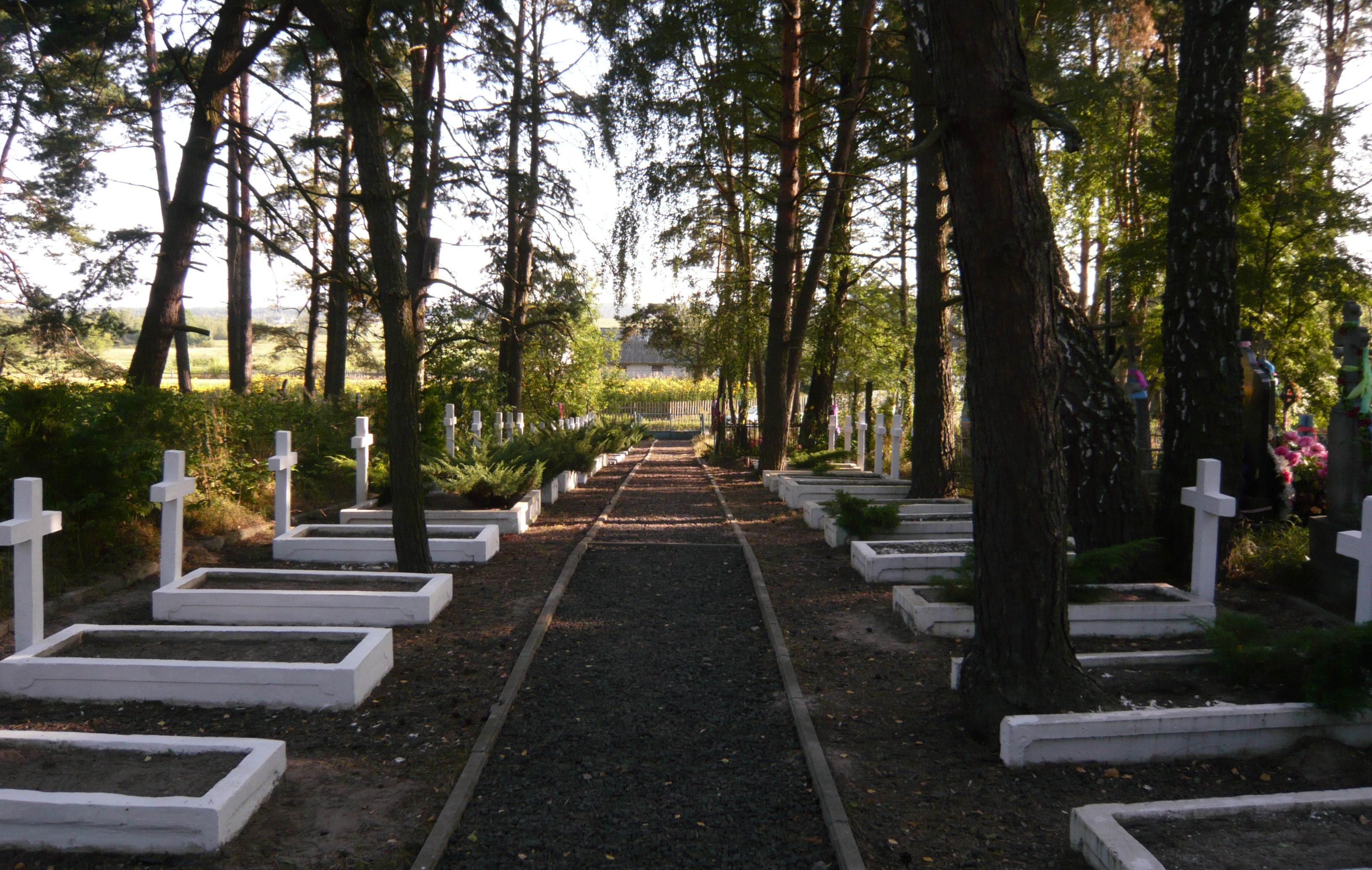
mémorial aux soldats polonais, classés[7].